# Coppa Sabatini 2015
La Coppa Sabatini 2015, sessantatreesima edizione della corsa e valevole come prova del circuito UCI Europe Tour 2015 categoria 1.1, si svolse l'8 ottobre 2015 per un percorso totale di 198,1 km. Fu vinta dallo spagnolo Eduard Prades Reverter che giunse al traguardo con il tempo di 4h48'11", alla media di 41,22 km/h.
Presero il via 112 ciclisti, al traguardo 77 di essi portarono a termine la gara.

## Squadre e corridori partecipanti
| N.      | Cod. | Squadra                      |
| ------- | ---- | ---------------------------- |
| 1-8     | BAR  | Bardiani-CSF                 |
| 11-18   | LAM  | Lampre-Merida                |
| 21-27   | ALM  | AG2R La Mondiale             |
| 31-38   | AND  | Androni Giocattoli-Sidermec  |
| 41-50   | NIP  | Nippo-Vini Fantini           |
| 51-58   | STH  | Southeast Pro Cycling Team   |
| 61-69   | BSE  | Bretagne-Séché Environnement |
| 71-79   | CJR  | Caja Rural-Seguros RGA       |
| 81-88   | CCC  | CCC Sprandi Polkowice        |
| 91-98   | COL  | Colombia                     |
| 101-108 | MTN  | MTN-Qhubeka                  |
| 111-118 | ROO  | Roompot Oranje Peloton       |
| 121-128 | RVL  | RusVelo                      |
| 131-138 | TSV  | Topsport Vlaanderen-Baloise  |

## Ordine d'arrivo (Top 10)
| Pos. | Corridore          | Squadra               | Tempo    |
| ---- | ------------------ | --------------------- | -------- |
| 1    | Eduard Prades      | Caja Rural            | 4h48'11" |
| 2    | Maurits Lammertink | Roompot               | s.t.     |
| 3    | Mauro Finetto      | Southeast             | s.t.     |
| 4    | Simone Ponzi       | Southeast             | s.t.     |
| 5    | Andrea Fedi        | Southeast             | s.t.     |
| 6    | Sonny Colbrelli    | Bardiani-CSF          | s.t.     |
| 7    | Jan Bakelants      | AG2R La M.            | s.t.     |
| 8    | Leonardo Duque     | Colombia              | s.t.     |
| 9    | Davide Rebellin    | CCC Sprandi Polkowice | s.t.     |
| 10   | Valerio Conti      | Lampre                | s.t.     |